# Liga ACB 2023-2024
La Liga ACB 2023-2024, chiamata per ragioni di sponsorizzazione Liga Endesa, è la 41ª edizione del massimo campionato spagnolo di pallacanestro maschile.

## Stagione

### Novità
Le squadre promosse dalla Liga Oro sono Bàsquet Club Andorra, che ritorna dopo una stagione e Club Deportivo Maristas Palencia all'esordio nella massima serie. 

### Formula
Il campionato prevede che le 18 squadre partecipanti si scontrino in 34 turni, differenti tra andata e ritorno. Al termine del girone di andata le prime 8 classificate sono qualificate per la Coppa del Re. Con la fine della stagione regolare, le prime 8 classificate partecipano ai play-off mentre le ultime 2 classificate vengono retrocesse direttamente in LEB Oro.

## Squadre partecipanti
| Squadra           | Stagione | Città                      | Palazzetto                               | Stagione precedente                 |
| ----------------- | -------- | -------------------------- | ---------------------------------------- | ----------------------------------- |
| Andorra           | dettagli | Andorra La Vella           | Poliesportiu d'Andorra                   | 1ª in LEB Oro                       |
| Barcellona        | dettagli | Barcellona                 | Palau Blaugrana                          | 1ª in Liga ACB, Campione            |
| Saski Baskonia    | dettagli | Vitoria                    | Fernando Buesa Arena                     | 2ª in Liga ACB                      |
| Bilbao Berri      | ...      | Bilbao                     | Bilbao Arena                             | 12ª in Liga ACB                     |
| Breogán           | dettagli | Lugo                       | Pazo dos Deportes                        | 10ª in Liga ACB                     |
| Canarias Tenerife | dettagli | San Cristóbal de La Laguna | Pabellón Insular Santiago Martín         | 4ª in Liga ACB                      |
| Girona            | ...      | Gerona                     | Pavelló Girona-Fontajau                  | 15ª in Liga ACB                     |
| Fundación Granada | ...      | Granada                    | Palacio Municipal de Deportes de Granada | 16ª in Liga ACB                     |
| Gran Canaria      | dettagli | Las Palmas de Gran Canaria | Gran Canaria Arena                       | 6ª in Liga ACB                      |
| Joventut Badalona | dettagli | Badalona                   | Palau Olímpic                            | 7ª in Liga ACB                      |
| Real Madrid       | dettagli | Madrid                     | Palacio de Deportes                      | 3ª in Liga ACB                      |
| Málaga            | dettagli | Malaga                     | José María Martín Carpena                | 5ª in Liga ACB                      |
| Manresa           | ...      | Manresa                    | Pavelló Nou Congost                      | 14ª in Liga ACB                     |
| Murcia            | dettagli | Murcia                     | Palacio de Deportes de Murcia            | 9ª in Liga ACB                      |
| Obradoiro         | ...      | Santiago di Compostela     | Multiusos Fontes do Sar                  | 11ª in Liga ACB                     |
| Palencia          | ...      | Palencia                   | Pabellón Municipal                       | 2ª in LEB Oro, promossa ai play-off |
| Saragozza         | dettagli | Saragozza                  | Pabellón Príncipe Felipe                 | 13ª in Liga ACB                     |
| Valencia          | dettagli | Valencia                   | Pavelló Municipal Font de San Lluís      | 8ª in Liga ACB                      |

## Stagione regolare

### Classifica
|  | Pos. | Squadra                | G  | V  | P  | PtF  | PtS  | Diff. | SD |
|  | ---- | ---------------------- | -- | -- | -- | ---- | ---- | ----- | -- |
|  | 1.   | Unicaja Málaga         | 34 | 28 | 6  | 3016 | 2627 | 389   |    |
|  | 2.   | Real Madrid            | 34 | 28 | 6  | 3001 | 2707 | 294   |    |
|  | 3.   | Barcelona              | 34 | 23 | 11 | 2985 | 2769 | 216   |    |
|  | 4.   | Valencia Basket Club   | 34 | 21 | 13 | 2856 | 2788 | 68    |    |
|  | 5.   | UCAM Murcia            | 34 | 21 | 13 | 2829 | 2735 | 94    |    |
|  | 6.   | Lenovo Tenerife        | 34 | 21 | 13 | 2845 | 2760 | 85    |    |
|  | 7.   | Dreamland Gran Canaria | 34 | 20 | 14 | 2859 | 2771 | 88    |    |
|  | 8.   | Baxi Manresa           | 34 | 19 | 15 | 2878 | 2875 | 3     |    |
|  | 9.   | Baskonia               | 34 | 18 | 16 | 3008 | 3004 | 4     |    |
|  | 10.  | Joventut Badalona      | 34 | 16 | 18 | 2776 | 2939 | -163  |    |
|  | 11.  | MoraBanc Andorra       | 34 | 13 | 21 | 2884 | 2894 | -10   |    |
|  | 12.  | Casademont Zaragoza    | 34 | 13 | 21 | 2799 | 2893 | -94   |    |
|  | 13.  | Surne Bilbao Basket    | 34 | 13 | 21 | 2677 | 2777 | -100  |    |
|  | 14.  | Bàsquet Girona         | 34 | 13 | 21 | 2754 | 2914 | -160  |    |
|  | 15.  | Covirán Granada        | 34 | 11 | 23 | 2752 | 2930 | -178  |    |
|  | 16.  | Río Breogán            | 34 | 11 | 23 | 2530 | 2674 | -144  |    |
|  | 17.  | Monbus Obradoiro       | 34 | 11 | 23 | 2760 | 2868 | -108  |    |
|  | 18.  | Zunder Palencia        | 34 | 6  | 28 | 2682 | 2966 | -284  |    |

Legenda:
      Campione di Spagna.
      Partecipante ai play-off.
      Retrocessa in LEB
  Vincitrice del campionato
  Vincitrice della Coppa del Rey 2024
  Vincitrice della Supercoppa spagnola 2023
Regolamento:
Classifica in base alle partite vinte-perse.
In caso di arrivo a pari vittorie, contano gli scontri diretti, punti negli scontri diretti oppure differenza canestri.
Note:

## Play-off
|  | Quarti di finale | Quarti di finale  | Quarti di finale | Quarti di finale | Quarti di finale |    |             | Semifinali | Semifinali | Semifinali | Semifinali | Semifinali | Semifinali | Semifinali |  |  | Finale | Finale | Finale | Finale | Finale | Finale | Finale |
|  |                  |                   |                  |                  |                  |    |             |            |            |            |            |            |            |            |  |  |        |        |        |        |        |        |        |
|  | 1                | Málaga            | 87               | 86               |                  |    |             |            |            |            |            |            |            |            |  |  |        |        |        |        |        |        |        |
|  | 8                | Manresa           | 79               | 63               |                  |    |             |            |            |            |            |            |            |            |  |  |        |        |        |        |        |        |        |
|  | 8                | Manresa           | 79               | 63               |                  |    | Málaga      | 79         | 83         | 74         | 88         | 70         |            |            |  |  |        |        |        |        |        |        |        |
|  |                  |                   |                  |                  |                  |    | Málaga      | 79         | 83         | 74         | 88         | 70         |            |            |  |  |        |        |        |        |        |        |        |
|  |                  |                   | Murcia           | 88               | 101              | 66 | 79          | 79         |            |            |            |            |            |            |  |  |        |        |        |        |        |        |        |
|  | 4                | Valencia          | Murcia           | 88               | 101              | 66 | 79          | 79         | 86         | 83         | 77         |            |            |            |  |  |        |        |        |        |        |        |        |
|  | 4                | Valencia          |                  |                  |                  |    |             |            | 86         | 83         | 77         |            |            |            |  |  |        |        |        |        |        |        |        |
|  | 5                | Murcia            | 96               | 72               | 84               |    |             |            |            |            |            |            |            |            |  |  |        |        |        |        |        |        |        |
|  |                  |                   |                  |                  |                  |    |             |            |            |            |            |            |            |            |  |  |        | Murcia | 76     | 63     | 73     |        |        |
|  |                  |                   |                  | Real Madrid      | 84               | 79 | 84          |            |            |            |            |            |            |            |  |  |        |        |        |        |        |        |        |
|  | 3                | Barcellona        | 96               | 97               |                  |    |             |            |            |            |            |            |            |            |  |  |        |        |        |        |        |        |        |
|  | 6                | Canarias Tenerife | 86               | 92               |                  |    |             |            |            |            |            |            |            |            |  |  |        |        |        |        |        |        |        |
|  | 6                | Canarias Tenerife | 86               | 92               |                  |    | Real Madrid | 97         | 104        | 95         |            |            |            |            |  |  |        |        |        |        |        |        |        |
|  |                  |                   |                  |                  |                  |    | Real Madrid | 97         | 104        | 95         |            |            |            |            |  |  |        |        |        |        |        |        |        |
|  |                  |                   | Barcellona       | 78               | 98               | 92 |             |            |            |            |            |            |            |            |  |  |        |        |        |        |        |        |        |
|  | 2                | Real Madrid       | Barcellona       | 78               | 98               | 92 | 105         | 73         |            |            |            |            |            |            |  |  |        |        |        |        |        |        |        |
|  | 2                | Real Madrid       |                  |                  |                  |    | 105         | 73         |            |            |            |            |            |            |  |  |        |        |        |        |        |        |        |
|  | 7                | Gran Canaria      | 70               | 71               |                  |    |             |            |            |            |            |            |            |            |  |  |        |        |        |        |        |        |        |

## Premi
| Premio            | Giocatore        | Squadra          |
| ----------------- | ---------------- | ---------------- |
| Liga ACB MVP      | Facundo Campazzo | Real Madrid      |
| MVP finali        | Džanan Musa      | Real Madrid      |
| Miglior giovane   | Jean Montero     | MoraBanc Andorra |
| Miglior difensore | Walter Tavares   | Real Madrid      |

- Primo quintetto:
  -  Facundo Campazzo,  Real Madrid
  -  Andrés Feliz,  Joventut Badalona
  -  Markus Howard,  Saski Baskonia
  -  Dylan Osetkowski,  Málaga
  -  Giorgi Shermadini,  Canarias Tenerife
- Secondo quintetto:
  -  Marcelinho Huertas,  Canarias Tenerife
  -  Jean Montero,  Andorra
  -  Brancou Badio,  Manresa
  -  Nicolás Brussino,  Gran Canaria
  -  Chima Moneke,  Saski Baskonia